# Мануел Гомес
Мануел Маталана Гомес (на испански: Manuel Matallana Gómez) е испански адвокат и генерал от Гражданската война в Испания.

## Биография
Син на военен офицер, Гомес се присъединява към испанската армия и участва във войната Риф. Той подкрепя републиканското правителство по време на Гражданската война в Испания. През ноември 1936 г. е член на щаба на генерал Хосе Миаха по време на битката при Мадрид. След това е повишен в полковник и през юли 1937 г. е началник-щаб на Миаха по време на битката при Брунете, а след това по-късно е повишен в генерал. През февруари 1939 г. е един от офицерите, които заявяват на министър-председателя Хуан Негрин, че е невъзможно да се продължи войната и през март 1939 г. е част от преврата на Касадо срещу правителството на Негрин. След края на войната Гомес е задържан и хвърлен в затвора от националистите. Осъден е на 30 години затвор, но Франсиско Франко му дава намалена присъда и до 1941 г. Гомес е свободен. Умира в Мадрид през 1956 г.